# Kmerščina
Kmerščina (ខ្មែរ, izgovorjava [kʰmae]) je avstroazijski jeziki, ki ga govorijo Kmeri ter tudi uradni in državni jezik Kambodže. Na kmerščino sta preko hinduizma in budizma močno vplivala sanskrt in pali, zlasti v kraljevskih in verskih registrih. Je tudi najstarejši zapisani in najzgodnejši pisni jezik kmerske družine, starejši od monščine in vietnamščine, saj je bila stara kmerščina jezik cesarstev Čenla, Angkor in domnevno tudi njihove zgodnejše predhodnice, države Funan.
Velika večina kmerskih govorcev govori srednjo kmerščino, narečje Osrednje ravnice, kjer živi največ Kmerov. V odročnih predelih Kambodže obstajajo regionalni dialekti, ki pa veljajo za različice osrednjega kmerskega narečja. Dve izjemi sta govor glavnega mesta Phnom Penh in govor Kmerov Khe v provinci Stung Treng, ki se dovolj razlikujeta od osrednjega kmerskega govora, da ju štejemo za ločeni narečji kmerščine.
Zunaj Kambodže obstajajo še tri različna narečja, ki jih etnični Kmeri govorijo na območjih, nekdanjega kmerskega imperija. Severno kmerščino govori več kot milijon Kmerov v južnih regijah severovzhodne Tajske, nekateri jezikoslovci pa ga obravnavajo kot ločen jezik. Kmer Krom ali južna kmerščina je prvi jezik Kmerov v Vietnamu, medtem ko Kmeri, ki živijo v odročnih Cardamomskem gorovju govorijo zelo konservativno narečje z značilnostimi srednje kmerščine.
Kmerščina je predvsem analitični in izolacijski jezik, saj ne pozna pregibanja in končnic, za označevanje slovničnih razmerij pa se uporabljajo pomožne besede.  Splošni besedni red je osebek-povedek-predmet, prislovna določila pa sledijo besedi, ki jo modificirajo. Vrstni pridevniki se v primeru štetja pojavljajo za številkami, čeprav ne vedno tako dosledno kot v npr. kitajščini. V govorjeni kmerščini je pogosta skladnja tema-komentar, pri čemer družbeni odnosi med sogovorniki določajo ustrezno besedišče.
Kmerščina v nasprotju s sosednjimi jeziki, kot so burmanščina, tajščina, laoščina in vietnamščina, ni tonski jezik. Besede se naglašujejo na zadnjem zlogu, zato veliko besed ustreza tipičnemu mon-kmerskemu vzorcu naglašenega zloga, pred katerim je manjši zlog. Jezik se zapisuje v kmerski pisavi abugidi, ki vsaj od 7. stoletja izhaja iz pisave brahmi prek južnoindijske pisave palava. Oblika in uporaba pisave sta se skozi stoletja razvijali; med sodobne značilnosti spadajo tudi indeksirani soglasniki, ki se uporabljajo za pisanje grozdov, in delitev soglasnikov na dve skupini z različnimi pripadajočimi samoglasniki.